# Jerzy Gawroński
Jerzy Gawroński ps. „Skaut” (ur. 19 lutego 1908 w Tulcach, zm. 11 września 1992 w Gorzowie Wielkopolskim) – oficer rezerwy Wojska Polskiego i ZWZ-AK, działacz „Solidarności”.

## Życiorys
Jerzy Gawroński, syn Roberta, kierownika gorzelni i Emmy, po ukończeniu szkoły podstawowej w Tulcach był uczniem Państwowego Seminarium Nauczycielskiego w Rogoźnie, gdzie w 1929 roku zdał maturę. Następnie ukończył Szkołę  Podchorążych Rezerwy Piechoty w Śremie. Po ćwiczeniach w 61 pułku piechoty i w 4 pułku strzelców podhalańskich, uzyskał w 1934 stopień podporucznika rezerwy.
W latach 1930–1938 był nauczycielem w szkole powszechnej w Chwałowicach pod Rybnikiem. Jednocześnie działał w śląskim harcerstwie. 1 października 1938 roku zatrudnił się w kopalni węgla w Chwałowicach. W sierpniu 1939 organizował zabezpieczenie akt i sprzętu harcerskiego w Chwałowicach, tworząc zawiązek drużyny konspiracyjnej. Zmobilizowano go do 1 pułku strzelców podhalańskich, jako dowódcę 6 kompanii z zadaniem obrony linii Sanu. Po wkroczeniu Armii Czerwonej przeszedł wraz z pułkiem granicę polsko-węgierską. Został internowany w obozie Györ. Tam organizował służbę informacyjno-propagandową. W październiku zgłosił się do dyspozycji Naczelnika Harcerzy harcmistrza inż. Zbigniewa Trylskiego, który organizował na Węgrzech szkołę dla polskiej młodzieży. Gawroński współtworzył takie placówki w Somlosölos i Sikso. Napływające z kraju informacje skłoniły go do oddania się do dyspozycji służb specjalnych WP w Budapeszcie. W maju 1940 roku odbył przeszkolenie w ośrodku Oddziału II i otrzymał propozyjcę przerzucenia do Wielkopolski celem zorganizowania tam siatki wywiadowczej oraz udzielenia pomocy w zorganizowaniu struktur ZWZ. Przygotowano mu dokumenty na nazwisko Robert Grygier.
Granicę przekroczył w połowie czerwca 1940. Obok zaleceń wojskowych wiózł instrukcje harcerskie dla Śląska. W Szopienicach przekazał je dla komendanta Śląskiej Chorągwi ZHP, harcmistrza Józefa Pukowca. W lipcu dotarł do Poznania. W lutym 1941 roku podjął zatrudnienie w browarze w Kobylepolu. Przez harcerza Czesława Napierałę nawiązał kontakty z Konradem Latanowiczem, redaktorem pisma „Dla Ciebie Polsko”, nakłaniając go do stworzenia Wielkopolskiej Tajnej Organizacji Powstańców. Gawroński był komendantem ZWZ Obwód Poznań-Powiat. Organizował centralę pocztową do północnych powiatów Wielkopolski. Zlecono mu przeprowadzenie akcji scaleniowej z AK w powiatach śremskim, średzkim, poznańskim. Latem 1942 roku uczestniczył w Sosnowcu w rozmowach z pułkownikiem Henrykiem Kowalówką. Gawroński zakończył działalność scaleniową w początkach września. 5 października 1943 roku aresztowany przez Gestapo. Po ciężkim śledztwie w Domu Żołnierza i Forcie VII skazano go w marcu 1944 roku na pięć lat obostrzonego obozu karnego. Karę odbywał w więzieniach w Rawiczu i w Griebo nad Łabą.
Do kraju wrócił na przełomie kwietnia i maja 1945 roku. Podjął pracę w Dziale Aprowizacji Rybnickiego Okręgu Węglowego. W obawie przed aresztowaniem przez UB wyjechał w 1948 roku do Gorzowa Wielkopolskiego, gdzie pracował w Centrali Rybnej. W grudniu 1962 został zatrzymany przez UB i oskarżony o sabotaż gospodarczy oraz znieważenie władz PRL. Skazano go na 15 lat więzienia. Karę częściowo odbył w więzieniu w Rawiczu. W 1974 roku ze względów zdrowotnych urlopowany z więzienia.
11 listopada 1980 uzyskał prawa kombatanckie. Był działaczem NSZZ „Solidarność” i opozycji demokratycznej. Został odznaczony Krzyżem AK, Medalem Wojska trzykrotnie, Medalem za Udział w Wojnie Obronnej 1939. Zmarł 11 września 1992 roku. Został pochowany na cmentarzu komunalnym w Gorzowie Wielkopolskim.